# ブロブ カラフルなきぼう
『ブロブ カラフルなきぼう』（de Blob）は、THQ発売のアクションゲーム。

## 概要
インキーコーポレーションにより色と音を失ったレインボーシティを、体を六色に染めることができるブロブが建物等に体当たりすることで取り戻していく。
ブロブは赤青黄のインクを纏うことで体の色を変える。赤と青を混ぜると紫、赤と黄色でオレンジ、青と黄色で緑に変わる。特定の色やある程度の大きさでないと塗れない建物、ある程度の大きさでないと攻撃できない敵がある。敵に黒くされた場合は水に入ってインクを洗い流す（同時に体の大きさも1段階戻る）。敵に黒くされた状態でいるとエネルギーを失っていくほか、色の着いた建物にぶつかると建物は色を失いマイナスポイントとなる。ステージには制限時間があり、敵を倒したり指令（特定の建物を塗ったりするなど）を達成することである程度回復する。
元はオランダの学生達によって作られたフリーソフトでユトレヒトを舞台にしていたが、THQにより商品化されるにあたってキャラクターデザインや世界観が変更された。

## iPhone版
ハードウェアのスペックや入力デバイスの特性から、ブロブを指で操作する2Dアクションとなった。敵が接近した時のみアタックボタンが画面上にあらわれ、ジャンプによる踏みつぶし攻撃が可能となる。ブロブは4段階に体の大きさが変化する。
Residential（住宅地域）、Commercial（商業地域）、Industrial（工業地域）、Government（官庁街）の4つの地域×4ステージ合計16ステージを収録。各ステージは10分程度の制限時間内に所定量のカラーエネルギーを蓄えてゴールに入ることでクリアとなる。カラーエネルギーは建物を塗ったり、カラーサポーターからの指令を達成することで貯まっていく。最終ステージでは敵に占拠されたシティの中枢部を解放することで事実上クリアとなる。
やりこみ要素としてはトロフィーや各ステージ毎のスターがある。スターはグリーン（ステージクリア）、ブルー（全ての建物を塗る）、レッド（カラーサポートからの指令を全て達成）、オレンジ（定められた短い時間内にステージクリア）、パープル（より高いスコアでクリア）の5色。

## Wii版
3Dアクションになっており、ヌンチャクのアナログスティックでブロブを操作、Zボタンでロックオン、Wiiリモコンを振ってジャンプする。
カラーエネルギーを復活させることで稼働するモノレールなどのギミックが随所に見られる。ステージは数カ所あるゲートを突破してゴールに到達するとクリアとなるが、レイディアン（住民）の救出、特定の看板（空中など難解な場所にある）をカラフルにするなどのミッションもある。
ステージ間のデモではブラック会長とインキーコーポレーションの面々によるコミカルなものや、拘束されたレイディアンたちが拘束具であるインクスーツを着せられグレイディアンとなり、インクを抽出されているシリアスな内容のものが見られる。ラストステージはインキーコーポレーションの移動要塞。
2017年にはTHQのブランドを継承したTHQ Nordicにより移植版（Nintendo Switch版は2018年）が発売された。日本ではワーカービーよりNintendo Switch版が2018年12月20日より配信。2019年10月に設立されたTHQ Nordic Japanのマネージング・ディレクターである加藤祐司はワーカービーの代表取締役でもあり、「ブロブ カラフルなきぼう」の日本発売元もTHQ Nordic Japanに移行している。2020年10月27日には日本でもPlayStation 4版が配信開始された。